# Maria Eufrosina de Zweibrücken-Kleeburg
Maria Eufrosina de Zweibrücken-Kleeburg (14 de fevereiro de 1625 - 24 de outubro de 1687) foi uma prima e irmã adoptiva da rainha Cristina da Suécia e irmã do rei Carlos X Gustavo da Suécia. Após a ascensão do seu irmão ao trono também se tornou princesa-real titular da Suécia.

## Biografia
Maria Eufrosina era filha do conde palatino João Casimiro do Palatinado-Zweibrücken-Kleeburg e da princesa Catarina da Suécia. A sua família fugiu da Alemanha durante a Guerra dos Trinta Anos, tendo-se mudado para o país natal da mãe, a Suécia. Maria já nasceu neste país. Inicialmente foi criada com a sua irmã adoptiva, mas Cristina passou a ter os seus próprios tutores pouco tempo depois, visto que tinha de receber a mesma educação de um homem para a sua futura posição de monarca.

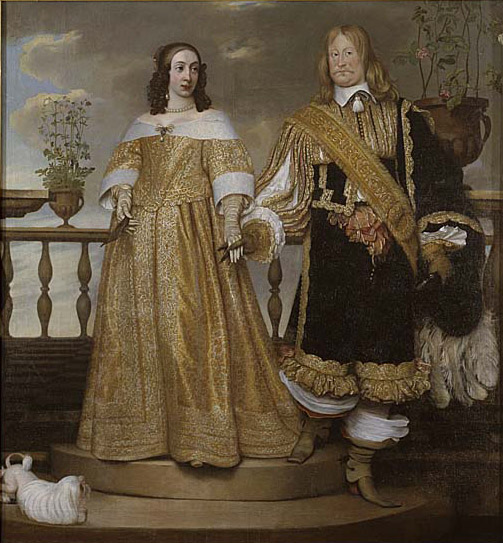
Maria com o marido Magnus

Maria casou-se com o favorito de Cristina, o conde Magnus Gabriel De la Gardie, a 7 de março de 1645 na capela real do Castelo de Tre Kronor, numa união que se acredita ter sido arranjada pela própria rainha Cristina. Este acabaria por ficar para a história como um triângulo amoroso. Acredita-se que tanto Cristina como Maria estavam apaixonadas por Magnus e, no fim, Cristina desistiu dos seus planos para se casar e deixou a sua prima vencer, dizendo-lhe: "Dou-te aquilo que não posso ter." Uma peça de teatro famosa foi escrita sobre este drama. Não se sabe muito sobre este suposto triângulo, nem sequer se chegou mesmo a acontecer. O casamento não foi considerado feliz. O casal foi forçado a deixar a corte em 1653 depois de um desentendimento com a rainha, mas regressaram no ano seguinte quando o irmão de Maria subiu ao trono.
Na coroação do seu irmão Carlos X em 1654, Maria Eufrosina recebeu o título de princesa real da Suécia, apesar de algumas camadas da sociedade se terem oposto a esta decisão. Maria deixou de usar o título de condessa e passou a ser tratada por todos por "princesa". Recebia frequentemente pedidos de pessoas que queriam que ela fosse a sua porta-voz junto do marido e, da mesma forma, era a mediadora do marido junto da família real, principalmente quando a relação entre ele e o rei passava por dificuldades. Em 1676, uma testemunha num julgamento por bruxaria inspirado pelo conhecido Gävle-Boy, Lisbeth Carlsdotter, tentou acusar Maria e a sua cunhada Maria Sofia no julgamento, uma acusação que não foi levada a sério e prejudicou ainda mais Carlsdotter e levou a que o julgamento fosse esquecido. Muita propriedade da família foi confiscada pela coroa em 1682, durante a redução da década de 1680 levada a cabo pelo rei Carlos XI. Maria ficou viúva em 1686 e morreu um ano depois.

## Descendência
Maria teve onze filhos, mas deles apenas três chegaram à idade adulta:
- Gustavo Adolfo De la Gardie (1647–1695), morreu solteiro e sem descendência.
- Catarina Carlota De la Gardie (1655-1697), casada com Otto Wilhelm Königsmarck, sem descendência.
- Hedvig Ebba De la Gardie (1657– ), casada com Carl Gustaf Oxenstierna (Eriksson); teve um filho que morreu sem descendência.

## Genealogia
| Maria Eufrosina de Zweibrücken-Kleeburg | Pai: João Casimiro, Conde Palatino de Zweibrücken-Kleeburg | Avô paterno: João I de Zweibrücken           | Bisavô paterno: Wolfgang de Zweibrücken         |
| Maria Eufrosina de Zweibrücken-Kleeburg | Pai: João Casimiro, Conde Palatino de Zweibrücken-Kleeburg | Avô paterno: João I de Zweibrücken           | Bisavó paterna: Ana de Hesse                    |
| Maria Eufrosina de Zweibrücken-Kleeburg | Pai: João Casimiro, Conde Palatino de Zweibrücken-Kleeburg | Avó paterna: Madalena de Jülich-Cleves-Berg  | Bisavô paterno: Guilherme de Jülich-Cleves-Berg |
| Maria Eufrosina de Zweibrücken-Kleeburg | Pai: João Casimiro, Conde Palatino de Zweibrücken-Kleeburg | Avó paterna: Madalena de Jülich-Cleves-Berg  | Bisavó paterna: Maria da Áustria                |
| Maria Eufrosina de Zweibrücken-Kleeburg | Mãe: Catarina da Suécia                                    | Avô materno: Carlos IX da Suécia             | Bisavô materno: Gustavo I da Suécia             |
| Maria Eufrosina de Zweibrücken-Kleeburg | Mãe: Catarina da Suécia                                    | Avô materno: Carlos IX da Suécia             | Bisavó materna: Margarida Leijonhufvud          |
| Maria Eufrosina de Zweibrücken-Kleeburg | Mãe: Catarina da Suécia                                    | Avó materna: Ana Maria do Palatinado-Simmern | Bisavô materno: Luís VI, Eleitor Palatino       |
| Maria Eufrosina de Zweibrücken-Kleeburg | Mãe: Catarina da Suécia                                    | Avó materna: Ana Maria do Palatinado-Simmern | Bisavó materna: Isabel de Hesse                 |